# Janis Christu (wioślarz)
Janis Christu (ur. 23 czerwca 1983 w Kastorii) – grecki wioślarz, reprezentant Grecji w wioślarskiej jedynce podczas Letnich Igrzysk Olimpijskich w Pekinie.

## Osiągnięcia
- Mistrzostwa Świata Juniorów – Zagrzeb 2000 – czwórka podwójna – 12. miejsce[1].
- Mistrzostwa Świata Juniorów – Duisburg 2001 – czwórka podwójna – 2. miejsce[1].
- Mistrzostwa Świata – Gifu 2005 – dwójka bez sternika – 5. miejsce[1][2].
- Mistrzostwa Świata – Eton 2006 – dwójka bez sternika – 12. miejsce[1].
- Mistrzostwa Świata – Monachium 2007 – dwójka podwójna – 13. miejsce[1][2].
- Mistrzostwa Europy – Poznań 2007 – dwójka podwójna – 1. miejsce[1].
- Igrzyska Olimpijskie – Pekin 2008 – jedynka – 10. miejsce[1][2].
- Mistrzostwa Europy – Ateny 2008 – jedynka – 1. miejsce[1].
- Mistrzostwa Świata – Poznań 2009 – jedynka – 8. miejsce[1].
- Mistrzostwa Europy – Brześć 2009 – jedynka – 2. miejsce[1].
- Mistrzostwa Europy – Montemor-o-Velho 2010 – dwójka bez sternika – 1. miejsce[1].